# Le Moine et le Fusil
Pour plus de détails, voir Fiche technique et Distribution.
Le Moine et le Fusil (The Monk and the Gun) est un film bhoutanais écrit et réalisé par Pawo Choyning Dorji.
Il a été proposé par le Bhoutan pour le prix de meilleur long métrage international à la 96e cérémonie des Oscars, et il a ensuite été l'un des quinze films sélectionnés dans la liste de décembre 2023 (préselection avant choix définitif des cinq candidats).

## Synopsis
2006. Le Bhoutan s’ouvre à la modernisation et découvre Internet, la télévision... et la démocratie. Pour apprendre à son peuple à voter, le gouvernement organise des « élections blanches ». Mais dans le pays du Bonheur National Brut, où la religion et le Roi importent plus que la politique, les habitants semblent peu motivés. Cependant, dans une province montagneuse reculée, un moine bouddhiste décide d’organiser une mystérieuse cérémonie le jour du vote, et charge l’un de ses disciples de trouver un fusil...

## Fiche technique
- Titre original : The Monk and the Gun
- Titre français : Le Moine et le Fusil
- Réalisation : Pawo Choyning Dorji
- Scénario : Pawo Choyning Dorji
- Photographie : Jigme Tenzing
- Musique : Frederic Alvarez
- Son : Yi-Chen Chiang, Duu-Chih Tu
- Production : Pawo Choyning Dorji, Jean-Christophe Simon, Stephanie Lai, Hsu Feng
- Sociétés de production : Dangphu Dingphu: A 3 Pigs Production, Journey to the East, Films Boutique Production, Closer Media, Animandala, N8 Studio, Wooden Trailer
- Ventes internationales : Films Boutique
- Distribution France : Pyramide Distribution
- Pays de production :  Bhoutan,  Taïwan,  France,  États-Unis
- Langue originale : dzongkha, anglais
- Genre : Comédie dramatique
- Durée : 107 minutes
- Dates de sortie :
  - États-Unis : 1er septembre 2023 (Festival du film de Londres)
  - Bhoutan : 17 octobre 2023 (limité)
  - États-Unis : 1er février 2024 (limité)
  - France : 26 juin 2024

## Distribution
- Tandin Wangchuk : Tashi, le moine, assistant du Lama
- Pema Zangmo Sherpa : Tshering Yangden, la directrice gouvernementale des élections blanches
- Tandin Sonam : Benji, le guide de l'Américain
- Harry Einhorn : Ronald Coleman, l'Américain
- Deki Lhamo : Tshomo, la mère de Yuphel et assistante de Phurba
- Kelsang Choejay : le Lama
- Tandin Phubz : Phurba, le directeur local des élections, à Ura
- Choeying Jatsho : Choephel, le mari de Tshomo
- Yuphel Lhendup Selden : Yuphel, la fille de Tshomo et de Choephel
- Phub Dorji : Ap Penjor, le possesseur du fusil
- Tsheri Zom : Angay